# Yên Sơn, Hữu Lũng
Yên Sơn là một xã thuộc huyện Hữu Lũng, tỉnh Lạng Sơn, Việt Nam.
Xã Yên Sơn có diện tích 49,47 km², dân số năm 1999 là 2.147 người, mật độ dân số đạt 43 người/km².
Theo thống kê năm 2019, xã Yên Sơn có diện tích 49,47 km², dân số là 2.668 người, mật độ dân số đạt 54  người/km².